# Kovalıpınar, Başkale
Kovalıpınar là một xã thuộc thành phố Başkale, tỉnh Van, Thổ Nhĩ Kỳ. Dân số thời điểm năm 2011 là 450 người.